# Curtitoma bartschi
Curtitoma bartschi is een slakkensoort uit de familie van de Mangeliidae. De wetenschappelijke naam van de soort is voor het eerst geldig gepubliceerd in 1985 door Bogdanov.